# رأس كانافيرال

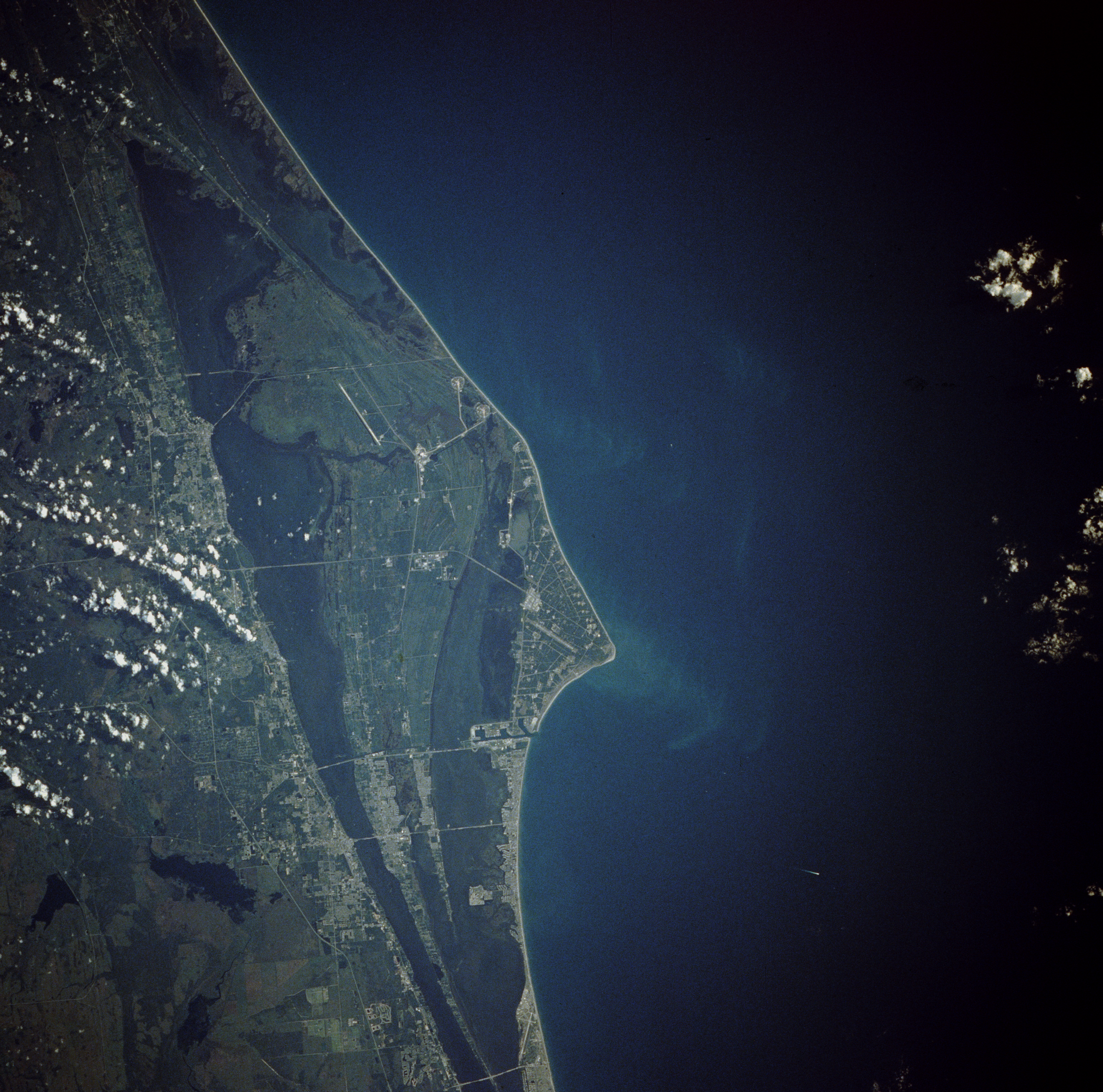
كيب كانافيرال من الفضاء ، أغسطس 1991.

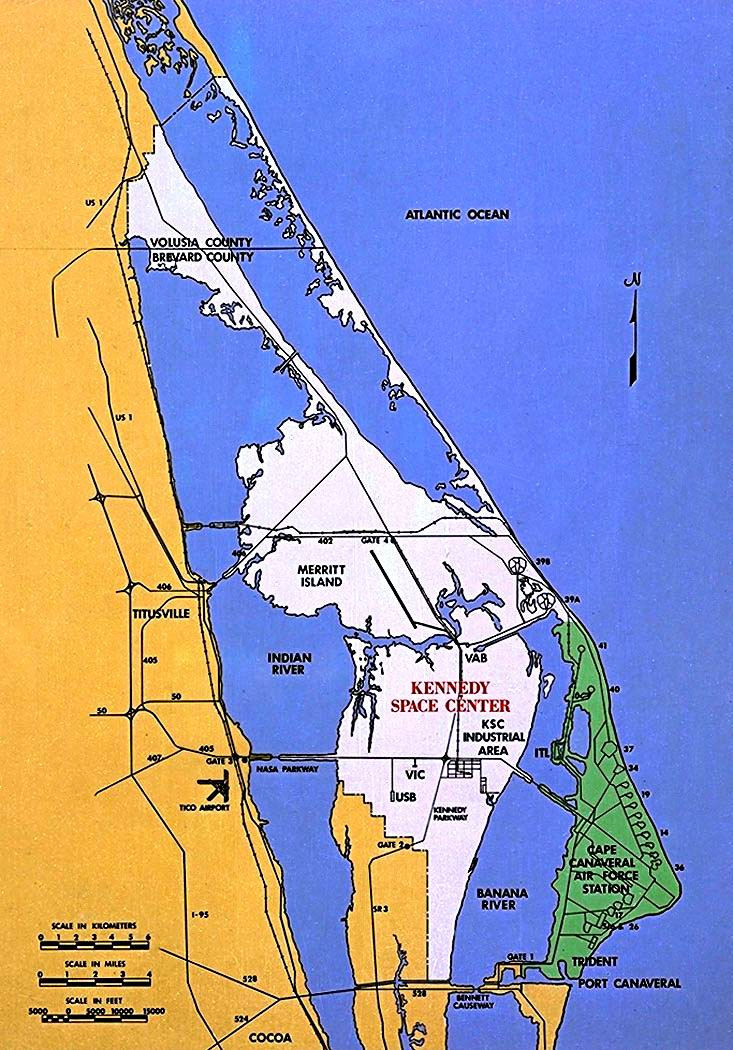
خريطة كيب كانافيرال.

رأس كانافيرال (من الإسبانية: Cañaveral كانيافيرال) (كاب كانافيرال Cape Canaveral) جزء في مقاطعة بريفارد في فلوريدا، الولايات المتّحدة الأميريكية ، هو منذ عام 1950، المركز الرئيسي للأنشطة الفضائية للولايات المتحدة. وقاعدة القوات الجوية بكيب كنافيرال ِ. تُطلق جميع المركبات الفضائية المأهولة الأمريكيةِ من هذه المنطقة. وهي شرق جزيرة ميريت المطلة على المحيط الأطلسي. يفصل بين القاعدتين نهر الموز، من وجهة نظر جغرافية هو شناخ ضيق يقع على المحيط الأطلسي، قبالة ساحل ولاية فلوريدا.
في عام 1964 أطلق على المنطقة بأكملها كيب كينيدي تشريفا للرئيس الأميركي جون ف. كينيدي الذي بدأ برنامج أبولو بغرض إنزال رائد فضاء أمريكي على سطح القمر وعودته سالما إلى الأرض قبيل نهاية عقد الستينيات من القرن الماضى. اغتيل بعدها جون كينيدي، ولكن بعد عشر سنوات، وبعد العديد من الاحتجاجات، بدأ يشار إليه مرة أخرى بكاب كانافيرال وبقي اسم كنيدي فقط اسما ل مركز كينيدي للفضاء تحت إدارة وكالة ناسا الفضائية.

## أعلام
- فرانسيس سكوبي
- غريغ شو
- كريستا ماك أوليف
- جريجوري جارفيس
- مايكل سميث

## وصلات خارجية
- رأس كانافيرال في جوجل خرائط